# Сокодвижение

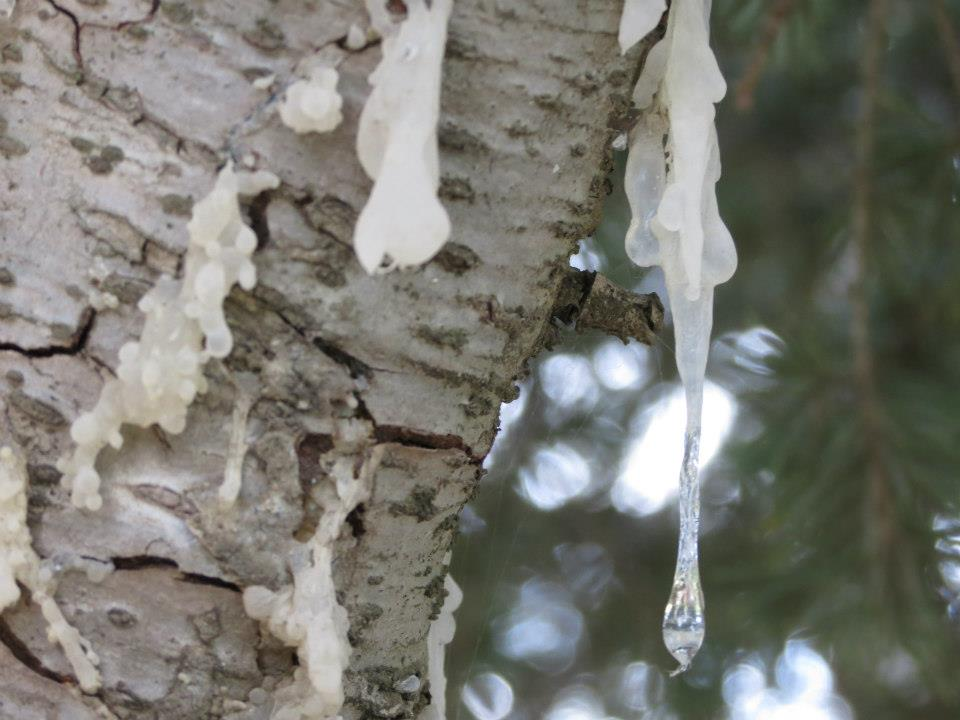
Сок, вышедший наружу из разломов коры, от контакта с воздухом и испарения влаги быстро загустевает, меняя свою консистенцию и отвердевая

Сокодвижение — перемещение воды и растворённых в ней питательных веществ в растениях. Сокодвижение вверх по стеблю именуется восходящий ток, направление движения воды от корней к листьям, по древесине поднимается вода с минеральными солями. Сокодвижение вниз по стеблю именуется нисходящий ток,  органические вещества, вырабатываемые в листьях путём ассимиляции спускаются по живой коре (лубу). Сок нисходящего тока весной нередко вытекает из порезов и механических повреждений ствола, наиболее известный пример — берёзовый и кленовый сок (ошибочно: березовый и кленовый соки берут по восходящему току).

## Хозяйственное значение
Циклика сокодвижения позволяет использовать его для сбора недревесной продукции леса путём подсочки. В наиболее интенсивной своей стадии, которая связана с вегетационным периодом и в умеренном климате приходится на весну—лето (в зависимости от породы дерева и собираемой продукции), сокодвижение приносит большие объёмы сока, который может употребляться для различных нужд.

## Факторы, влияющие на сокодвижение

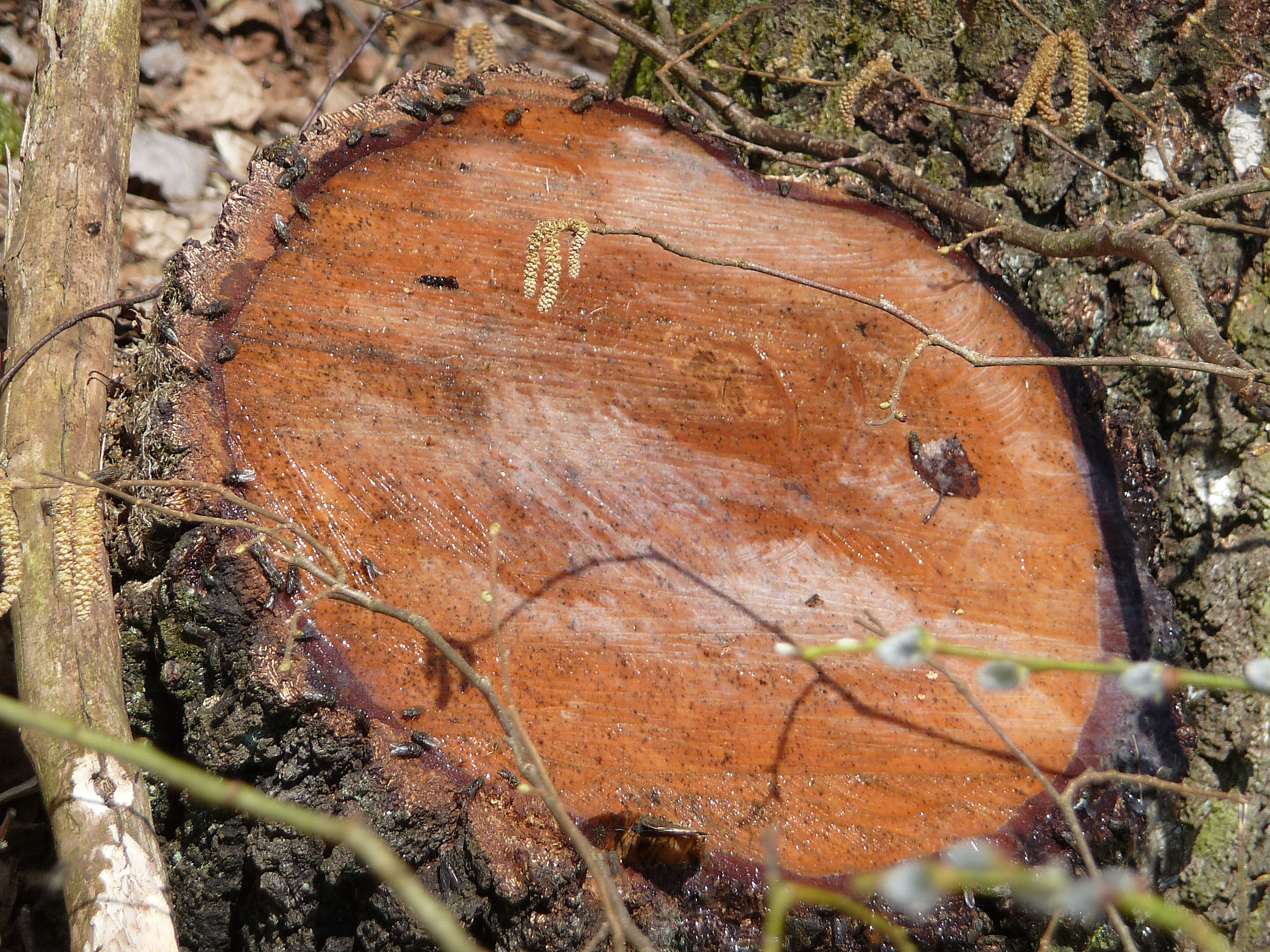
Срез берёзы, мокрый от количества сока внутри ствола

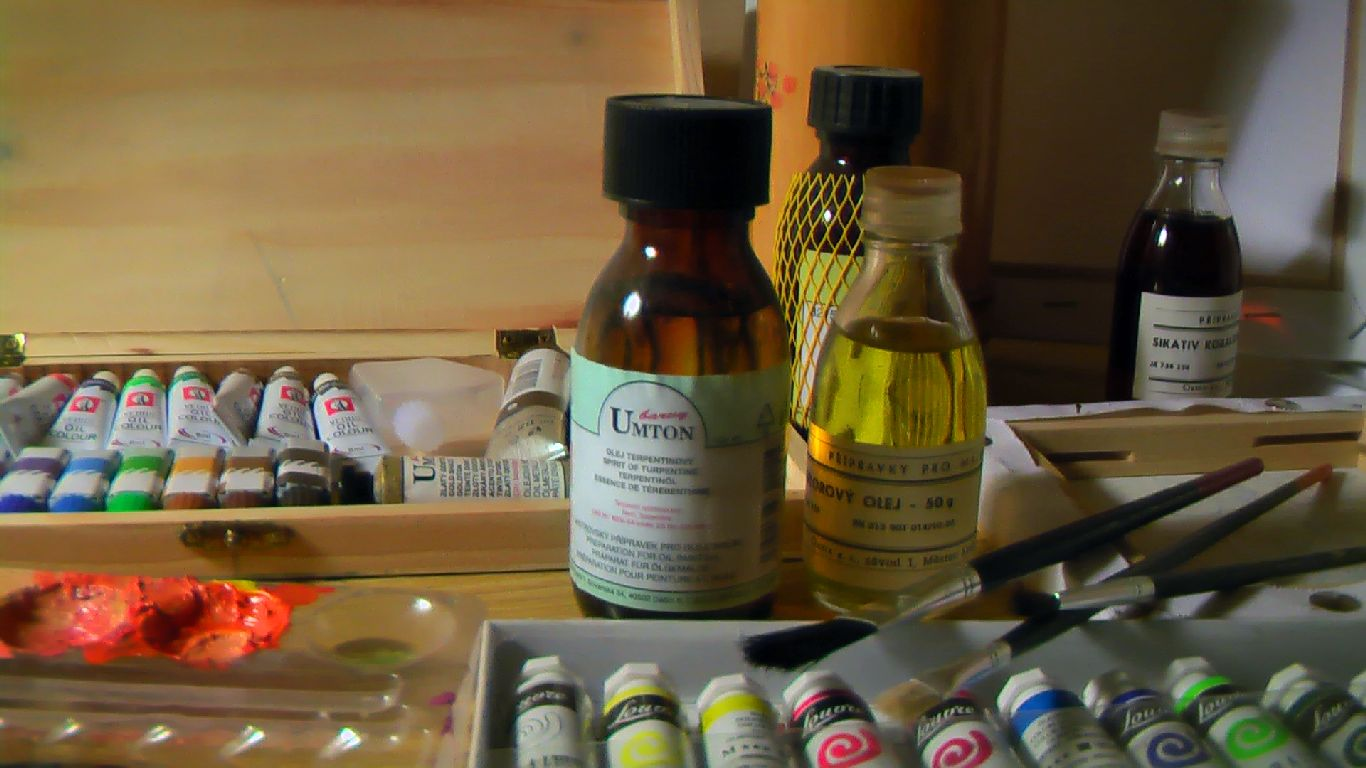
Масла и растворители, получаемые из соков хвойных деревьев

Количество и химический состав собираемых соков зависит от таких природных факторов как:
- Генетика конкретного растения (является определяющей, отдельные наиболее ценные с сельскохозяйственной точки зрения сорта растений целенаправленно селекционируются и культивируются)
- Густота фитомассы (обусловлено взаимным биофизическим влиянием рядом растущих растений друг на друга, — чем более развитую корневую систему и крону имеет растение, тем выше сокодвижение)
- Возраст растения (некоторые породы более урожайны на ранних стадиях созревания, другие в более зрелом возрасте)
- Географические и погодно-климатические факторы (метеофакторы)
  - Характеристики почвы (плодородие грунта)
  - Температурный режим и температурные колебания
  - Влажность атмосферная и грунтовая
  - Частота и интенсивность осадков
  - Ветер (увеличивает транспирацию и испарение влаги, а кроме того, раскачивая растения, способствует сжатию смоляных ходов)
- Солнечная активность
  - Солнечная радиация (нужна для процесса фотосинтеза, но её избыток может повредить процессу сокодвижения и самому растению)
- Фазы Луны (напрямую влияют на водный режим в тканях)
- Приливы и отливы

Также могут применяться искусственные факторы для увеличения объёмов сокодвижения, например, путём внесения органических и минеральных удобрений, искусственного орошения, химической подсочки нанесённых повреждений, разработки более продуктивной геометрии продольного и поперечного сечения наносимых карр (опытным путём установлено, что неглубокие вертикальные нарезы, при одинаковом объёме получаемого сока как правило менее губительны для растения, чем продольные горизонтальные, а неправильно нанесённые повреждения могут привести к нарушению сокодвижения или вообще к усыханию и гибели растения).

## Собираемые продукты сокодвижения

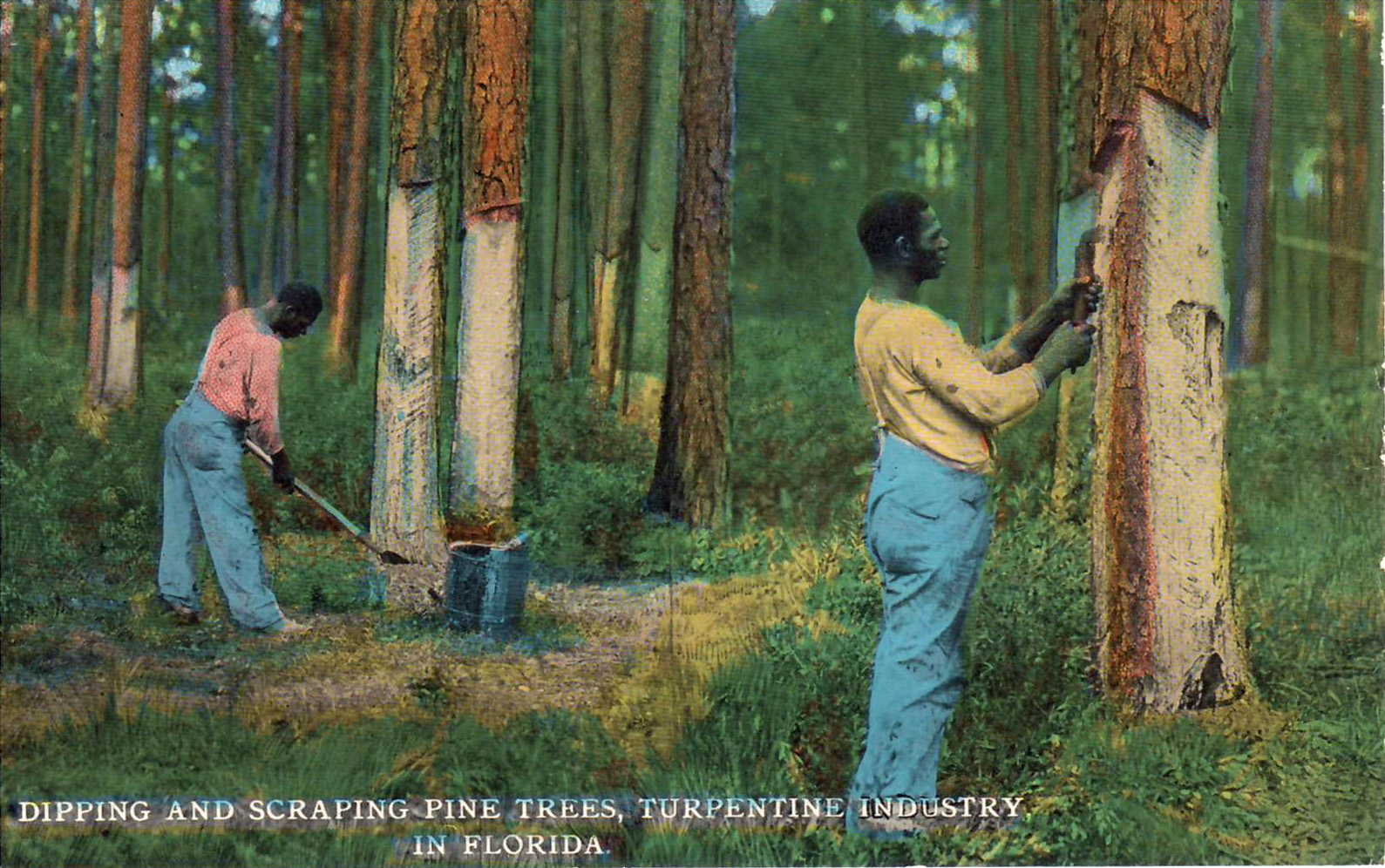
Негритянские работники в США, занятые на подсочке сосен

- Сок
- Живица
- Камедь
- Каучук